# Mingma Sherpa

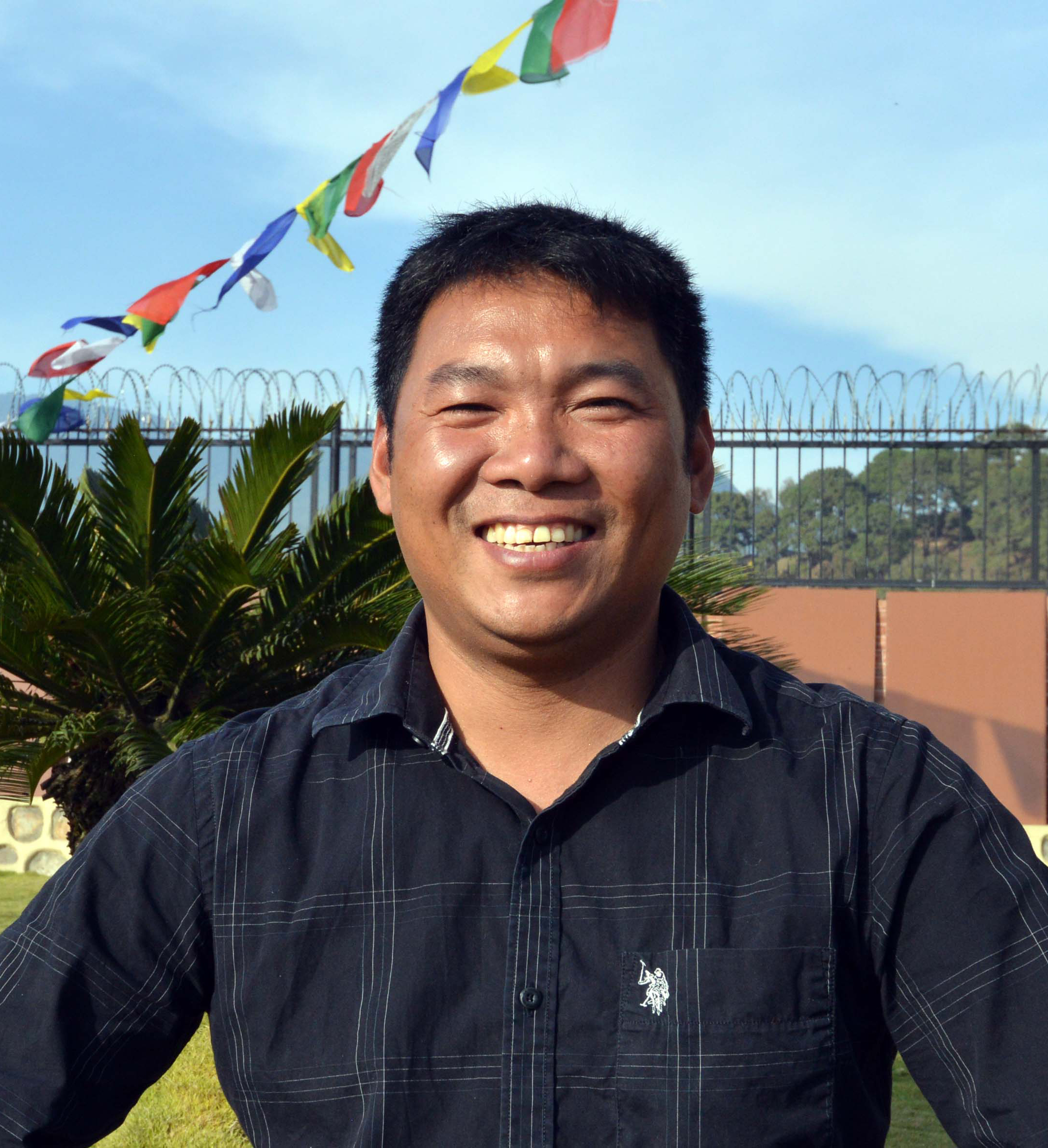
Mingma Sherpa (2015)

Mingma Sherpa (* 16. Juni 1978 in Nurbu Chaur, Sankhuwasabha, Nepal) ist ein nepalesischer Bergsteiger. Er ist der erste Sherpa, der erste Nepalese und der 24. Bergsteiger überhaupt, dem die Besteigung aller Achttausender, aller weltweit 14 Berge mit einer Höhe von über 8000 Metern, gelang. Er vollendete die Besteigungsserie am 20. Mai 2011 mit dem Kangchendzönga, wenige Tage vor seinem 33. Geburtstag. Mingma Sherpa war damit der jüngste Besteiger aller Achttausender. Im April 2013 wurde dieser Rekord unterboten von Mingmas Bruder Chhang Dawa.
Mingma Sherpa ist verheiratet und Vater zweier Kinder (Stand: 2005).

## Achttausender-Besteigungen
- 12. Mai 2000: Manaslu[7]
- Herbst 2000: Cho Oyu[8]
- 14. Mai 2001: Makalu[7]
- 22. September 2001: Shishapangma[9]
- 16. Mai 2002: Lhotse, unter Zuhilfenahme von Flaschensauerstoff[7]
- Herbst 2002: Cho Oyu (zweite Besteigung)[8]
- Sommer 2003: Gasherbrum II[8]
- Sommer 2003: Broad Peak[8]
- Herbst 2003: Cho Oyu (dritte Besteigung)[10]
- 16. Mai 2004: Mount Everest, unter Zuhilfenahme von Flaschensauerstoff[11]
- 27. Juli 2004: K2, unter Zuhilfenahme von Flaschensauerstoff[12]
- 1. Mai 2009: Dhaulagiri, unter Zuhilfenahme von Flaschensauerstoff[7]
- 17. April 2010: Annapurna[13][14]
- 10. Juli 2010: Nanga Parbat[15]
- 5. August 2010: Hidden Peak[16]
- 20. Mai 2011: Kangchendzönga, unter Zuhilfenahme von Flaschensauerstoff[17]